# Rhododendron hyperythrum
Rhododendron hyperythrum är en ljungväxtart som beskrevs av Bunzo Hayata. Rhododendron hyperythrum ingår i släktet rododendron, och familjen ljungväxter. Inga underarter finns listade i Catalogue of Life.